# Liste der Monuments historiques in Achères-la-Forêt
Die Liste der Monuments historiques in Achères-la-Forêt führt die Monuments historiques in der französischen Gemeinde Achères-la-Forêt auf.

## Liste der Bauwerke
| Bezeichnung     | Beschreibung | Standort | Kennzeichnung | Schutzstatus | Datum | Bild           |
| --------------- | ------------ | -------- | ------------- | ------------ | ----- | -------------- |
| Kirche Ste-Fare |              | (Lage)   | PA00086792    | Inscrit      | 1926  | weitere Bilder |

## Liste der Objekte

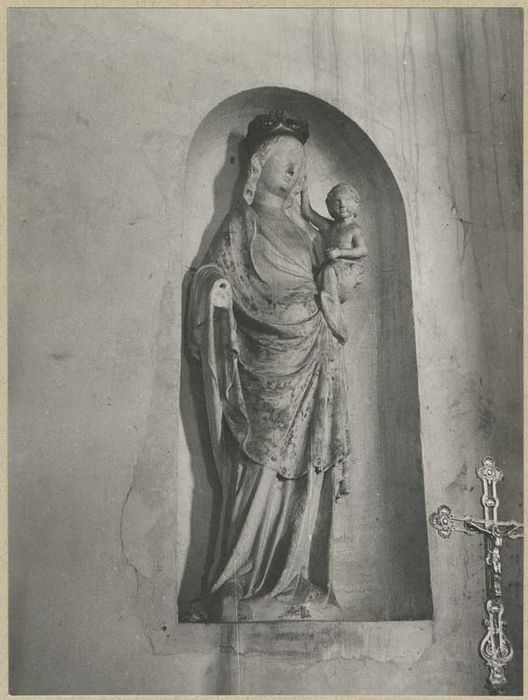
Skulptur Madonna und Kind (14. Jahrhundert) in der Kirche Ste-Fare

- Monuments historiques (Objekte) in Achères-la-Forêt in der Base Palissy des französischen Kultusministeriums